# Robert Münster
Robert Münster (* 3. März 1928 in Düren; † 27. März 2021) war ein deutscher Musikwissenschaftler, dessen Forschungsschwerpunkte Mozart, Brahms, bayerische Musikgeschichte und die Musik in bayerischen Klöstern waren.

## Leben
Nach dem frühen Tod des Vaters, eines Allgemeinarztes, zog die Mutter 1932 von Düren nach München. Nach der Schulzeit studierte Münster von 1949 bis 1956 Musikwissenschaft an der Universität München. Seine Professoren waren unter anderem Rudolf von Ficker und Georg Reichert. 1956 wurde Münster mit einer Arbeit über Karl Joseph Toeschis Symphonien promoviert. Von 1957 bis 1959 war Münster Wissenschaftlicher Assistent des Editionsleiters der Neuen Mozart-Ausgabe, Ernst Fritz Schmid. 1961 legte er das Staatsexamen für den Höheren Bibliotheksdienst ab, 1969 wurde er der Direktor der Musiksammlung der Bayerischen Staatsbibliothek München, eine Position, die er bis 1991 innehatte. An der Staatsbibliothek gestaltete er zahlreiche Ausstellungen, jeweils mit Katalogen, darunter 1970 Carl Orff. Das Bühnenwerk, 1979 Das Orff-Schulwerk (beide in enger Zusammenarbeit mit Carl Orff), 1981 Wolfgang Amadeus Mozart; Idomeneo 1781–1981, 1985 Volksmusik in Bayern, 1987 Jugendstilmusik? Münchner Musikleben 1890–1914.
Münster verfasste u. a. zahlreiche Schriften zur Musikgeschichte Bayerns, deren Aufarbeitung ihm sehr am Herzen lag. Des Weiteren forschte er seit 1959 zusammen mit Alois Kirchberger in bayerischen Klöstern und Kirchen nach alten Musikalien. Die oft erstaunlichen Funde wurden seit 1964 in der Bayerischen Staatsbibliothek mit Förderung durch die Deutsche Forschungsgemeinschaft katalogisiert und, zusammen mit Beständen adeliger Musiksammlungen, in den von der Generaldirektion herausgegebenen Katalogen Bayerischer Musiksammlungen (München: Henle) publiziert. Eine Auswahl erschien seit 1967 in der von Kirchberger und Münster herausgegebenen Schallplatten- später CD-Reihe Musica Bavarica.
Dabei handelte es sich zunächst vor allem um klösterliche Vokal- und Instrumentalmusik. Später folgte auch weltliche Musik z. B. von Hofkomponisten des Blauen Kurfürsten Max Emanuel, des Kurfürsten Max III. Joseph und der bayerischen Könige Max I., Ludwig I. und Ludwig II.
Sensationelle Funde waren die bis dato unbekannte Sinfonie KV 19a und die Zweitfassung der lateinischen Motette Exsultate, jubilate KV 165/158a von Wolfgang Amadeus Mozart. 1987 wurde Musica Bavarica mit dem Preis der Bayerischen Landesstiftung ausgezeichnet, ihr 50-jähriges Bestehen feierte sie im Jahre 2017.
Münster war außerordentliches Mitglied der Bayerischen Benediktinerakademie und der Akademie der Augustiner-Chorherren von Windesheim.

## Ehrungen und Auszeichnungen
- 1972: Buchpreis des Bayerischen Clubs
- 1977: Bayerischer Poetentaler
- 1978: Medaille Bene Merenti der Bayerischen Akademie der Wissenschaften
- 1981: Oberbayerischer Kulturpreis
- 1982: Verdienstorden der Bundesrepublik Deutschland (Verdienstkreuz am Bande)
- 1987: Ehrenmedaille der Landeshauptstadt München für Verdienste um die Volksmusik in München
- 1989: Bayerischer Verdienstorden
- 1991: Silberne Mozart-Medaille der Internationalen Stiftung Mozarteum
- 1998: Komturkreuz des Päpstlichen Ritterordens des heiligen Gregors des Großen[3]
- 2002: Bayerische Verfassungsmedaille in Silber
- 2013: Ehrendoktorat Dr. h.c. der Hochschule für Musik und Theater München[4]
- 2014: Goldene Ehrennadel der Deutschen Mozart-Gesellschaft
- 2019: Ehrenmitglied der Akademie für Mozartforschung der Internationalen Stiftung Mozarteum in Salzburg.

## Werke (Auswahl)
- Johannes Brahms: Beiträge zu seiner Biographie. Hrsg. von Thomas Hauschka. Hollitzer Wissenschaftsverlag, Wien 2020, ISBN 978-3990128794.
- König Ludwig II. und die Musik. Rosenheimer Verlagshaus, Rosenheim 1986, ISBN 978-3475522932.
- „Ich bin hier sehr beliebt.“ Mozart und das kurfürstliche Bayern. Eine Auswahl von Aufsätzen. Zum 65. Geburtstag des Autors hrsg. von einem Kollegenkreis. Schneider, Tutzing 1993, ISBN 3-7952-0759-2 (mit Verzeichnis der Schriften bis 1992).
- „Ich würde München gewis Ehre machen.“ Mozart und der kurfürstliche Hof zu München. Anton H. Konrad Verlag, Weißenhorn 2002, ISBN 978-3874374644 (mit einer Einleitung von Heinz Friedrich).
- Vorgeschichte und Ergebnisse der DFG-geförderten Musikhandschriften-Katalogisierung in Bayern. Die von München aus betreuten Projekte  mit den Beiträgen von RISM. In: Klaus Walter Littger: Entwicklungen und Bestände. Bayerische Bibliotheken im Übergang zum 21. Jahrhundert. Hermann Holzbauer zum 65. Geburtstag. Harrassowitz, Wiesbaden 2003, S. 181–193.
- Otto Carl Erdmann von Kospoth: Von Berlin über München nach Venedig. Tagebuch einer musikalischen Reise von Berlin über Dresden, Bayreuth und Nürnberg nach Augsburg, München, Innsbruck und Venedig. April bis Dezember 1783. Hrsg. von Carl-Christian von Kospoth. Eingeleitet und kommentiert von Robert Münster. Anton H. Konrad Verlag, Weißenhorn 2006, ISBN 978-3-87437-488-0.
- Kultur & Bildungszentrum Kloster Seeon (Hrsg.), Robert Münster (Red.): Wolfgang Amadeus Mozart und das Benediktinerkloster Seeon. Katalog zur Ausstellung: „Mein Hanserl, Liebs Hanserl“. Wolfgang Amadeus Mozart und das Benediktinerkloster Seeon. Anton H. Konrad Verlag, Weißenhorn 2006, ISBN 978-3874375269.
- Herzog Clemens Franz von Paula von Bayern (1722–1770) und seine Münchener Hofmusik. Schneider, Tutzing 2008, ISBN 978-3-7952-1264-3.
- Die Münchner Hofmusik bis 1800, in: Silke Leopold, Bärbel Pelker (Hrsg.): Süddeutsche Hofkapellen im 18. Jahrhundert. Eine Bestandsaufnahme. (= Schriften zur Südwestdeutschen Hofmusik. Band 1) Heidelberg University Publishing, Heidelberg 2018, S. 367–408, ISBN 978-3-946054-78-8 (pdf).
- Johannes Brahms im Briefwechsel mit Ernst Frank (= Johannes-Brahms-Briefwechsel. Band 19). Schneider, Tutzing 1995.
- Johannes Brahms und das musikalische München. (I) Abseits, wer ist’s? (II) Endlich inthronisiert. In: Unser Bayern. Heimatbeilage der Bayerischen Staatszeitung 32 (194506483), S. 33–35 und 45–47. Nachdruck in: Brahms-Studien. Bd. 8, 1987, S. 51–76.
- Brahms und Paul Heyse. Eine Künstlerfreundschaft. In: Andreas Kraus: Land und Reich, Stamm und Nation. Probleme und Perspektiven bayerischer Geschichte. Festgabe für Max Spindler zum 90. Geburtstag. Teil 3: Vom Vormärz bis zur Gegenwart. Beck, München 1984, S. 339–357.
- Heinrich von Sahr. Spuren eines Musikerlebens aus dem Brahms-Kreis. In: Musik in Bayern. Nr. 40, 1990, S. 19–34.
- „Sie interessieren möglicherweise die Zukünftler“. Der spätromantische Komponist Wilhelm Maria Puchtler im Urteil von Liszt und Brahms. In: Neue Zürcher Zeitung 27./28.4.1991.
- Wilhelm Maria Puchtler. Ein Komponist aus Unterfranken im Spannungsfeld zwischen Liszt und Brahms. In: Mainfränkisches Jahrbuch für Geschichte und Kunst. 66 = 137 (2014), S. 61–87.
- Brahms und Joachim in Berlin. Eine neu entdeckte Originalzeichnung aus dem Jahr 1892. In: Wolfgang Gratzer, Andrea Lindmayr (Hrsg.): De editione musices. Festschrift Gerhard Croll zum 65. Geburtstag. Laaber 1992, S. 411–420.
- Erinnerung an Adolf Thürlings und eine Brahms-Episode im Jahr 1886. In: Musik in Bayern. Nr. 48, 1994, S. 105–111.
- Ein Brief Karl Stielers an Johannes Brahms. In: Bernd Edelmann, Manfred Hermann Schmid (Hrsg.): Altes im Neuen. Festschrift Theodor Göllner zum 65. Geburtstag. Schneider, Tutzing 1995, S. 315–319.
- Eine Brahms-Erinnerung von Adolf Sandberger. In: Klaus Hortschansky (Hrsg.): Traditionen - Neuansätze. Für Anna Amalie Abert (1909–1996). Schneider, Tutzing 1997, S. 411–417.
- Die Düsseldorfer Konzerte 1884 mit Johannes Brahms. Nach Presseberichten und Erinnerungen von Wilhelm Maase mit Anmerkungen zu Robert Schumann und Giuseppe Verdi. In: Joachim Brügge (Hrsg.): Musikgeschichte als Verstehensgeschichte. Festschrift für Gernot Gruber zum 65. Geburtstag. Schneider, Tutzing 2004, S. 699–711.
- Bernhard und Luise Scholz im Briefwechsel mit Max Kalbeck und Johannes Brahms (zugleich ein Beitrag zur Musik in Breslau 1871–1883). In: Musik in Bayern Bd. 82, 2017, S. 185–258.
- Johannes Brahms in Spiegel seiner Zeitgenossen. Ungedruckt.
- Johannes Brahms und das musikalische und kulturelle München. Neufassung, ungedruckt.